# Auxobolus ergus
Auxobolus ergus är en mångfotingart som beskrevs av Chamberlin 1949. Auxobolus ergus ingår i släktet Auxobolus och familjen Spirobolidae. Inga underarter finns listade i Catalogue of Life.